# J. Diederich Neuhaus
Johann Diederich Neuhaus (* 29. Januar 1925; † 9. Juli 2010) war ein deutscher Unternehmer. Er war Geschäftsführer und Mitinhaber des Hebewerkzeugherstellers J. D. Neuhaus in Witten.

## Leben
Nach Ingenieursausbildung und ersten praktischen Erfahrungen in anderen Unternehmen trat Johann D. Neuhaus 1952 in das Familienunternehmen ein und wurde nach wenigen Jahren Betriebsleiter. Auf sein Betreiben hin stellte die Firma bei der Entwicklung ihrer Hebezeuge vom üblichen Handantrieb auf Druckluftmotoren um. Infolge dieser Innovation erlebte die Firma einen deutlichen wirtschaftlichen Aufschwung.
1970 übernahm er die Geschäftsführung. Unter seiner Leitung entwickelte sich die Firma zum weltweit führenden Hersteller auf dem Gebiet druckluftbetriebener Hebewerkzeuge. 1995 zog er sich aus dem operativen Geschäft zurück und übergab die Geschäftsleitung an seinen Neffen Wilfried Neuhaus-Galladé. Von 1996 bis 2001 war er Vorsitzender des Beirates von J.D. Neuhaus und übernahm danach den Ehrenvorsitz.
Neben der unternehmerischen Tätigkeit galt sein besonderes Interesse der Firmenkultur. Er richtete ein werkseigenes Hebezeug-Museum ein, in dem die Entwicklung vom steinzeitlichen Hebel bis zum modernen Druckluft-Hebezeug dargestellt wird.
Von 1972 an gehörte Neuhaus 25 Jahre lang der Vollversammlung und dem Industrieausschuss der Industrie- und Handelskammer zu Bochum an.

## Ehrungen
- 1975: Goldplakette beim Bundeswettbewerb Industrie in der Landschaft
- 1997: Goldene Ehrennadel der Industrie- und Handelskammer zu Bochum
für seine Verdienste um die regionale Wirtschaft
- Februar 2000: Verdienstkreuz am Bande der Bundesrepublik Deutschland
für seine unternehmerischen, sozialen und kulturellen Verdienste
- 2000: Silberne Ehrennadel der Stadt Witten